# Saints (Yonne)
Saints település Franciaországban, Yonne megyében. Lakosainak száma 546 fő (2022. január 1.). Saints Fontaines, Fontenoy, Lain, Moutiers-en-Puisaye, Saint-Sauveur-en-Puisaye, Thury és Treigny-Perreuse-Sainte-Colombe községekkel határos.

## Népesség
A település népessége az elmúlt években az alábbi módon változott:
| Lakosok száma | 597  | 582  | 583  | 561  | 553  | 548  | 543  | 544  | 546  |
|               | 2013 | 2015 | 2016 | 2017 | 2018 | 2019 | 2020 | 2021 | 2022 |